# Oederemia incomposita
Oederemia incomposita är en fjärilsart som beskrevs av Lucas 1950. Oederemia incomposita ingår i släktet Oederemia och familjen nattflyn. Inga underarter finns listade i Catalogue of Life.